# 傅诚
傅诚（?—?），字至叔，南宋兴化军仙游县（今属福建）人。
傅淇之從孫。早年向朱熹學習，淳熙八年（1181年）黄由榜進士。初調永春縣尉，以书状官隨刑部侍郎黃艾出使金國，“凡表奏之类，悉以委之”。慶元六年（1200）知青陽縣，不久提轄文思院，任江淮督府幕僚。嘉定初年，知光州，除國子博士，遷太常博士。常憂心國勢不振，力勸宋寧宗奮起治功，其言辭甚鯁切。官至司封郎中，一日轮班奏对，驟逝於殿下。有《云泉霜林遺稿》。